# Ohannes Tapyuli
Ohannes Tapyuli (* 15. März 1944 in Kangal) ist ein deutscher Künstler armenischer Herkunft.

## Leben
Ohannes Tapyuli wurde 1944 im türkischen Kangal geboren und besuchte von 1952 bis 1963 ein armenisches Klosterinternat in Istanbul. Nach seinem Abitur begann er an der Universität Istanbul Kunstgeschichte zu studieren. 1966 siedelt er in die Bundesrepublik Deutschland über und absolvierte das Studium der Malerei an der Staatlichen Akademie der Bildenden Künste Stuttgart. Danach nahm er eine Lehrtätigkeit an der Hochschule für Bildende Künste Braunschweig an. Nach einem mehrjährigen Aufenthalt in Spanien war er 1984 und 1985 Studiengast der Villa Massimo. Danach kehrte er nach Braunschweig zurück, wo er noch immer lebt und mit der Tochter Elmar Michels verheiratet ist. Das Paar hat zwei Töchter.
Als ordentliches Mitglied des Deutschen Künstlerbundes beteiligte sich Ohannes Tapyuli zwischen 1973 und 1985 insgesamt zehnmal an den großen DKB-Jahresausstellungen.

## Ausstellungen (Auswahl)
- 1977: 12 Zeichner, Städtische Galerie Nordhorn, Wilhelmshaven und Wolfsburg
- 1978: Ruhrfestspiele, Recklinghausen
- 1983: Künstler in Niedersachsen, Kunstverein Hannover
- 1983: Positionen, Städtische Galerie Nordhorn
- 1983: 300 Jahre danach, Türken 1683 – 1983, Museum Moderner Kunst Stiftung Ludwig Wien
- 1986: Das andere Land, Große Orangerie, Schloß Charlottenburg, Berlin; Kunstmuseum Bochum; Frankfurter Paulskirche; Kultur unterm Turm, Stuttgart
- 1987: Das andere Land, Lothringer Straße, München; Orangerie Hannover, Musées de L´etat a Luxemburg, Luxemburg; Wilhelm-Hack-Museum, Ludwigshafen
- 1989: Art international, Gallery Ambiance Washington D.C., USA
- 1990: In denselben Fluß steigt keiner zweimal, Städtische Galerie Nordhorn
- 1993: In Fusion, New European Art, Ikon Gallery Birmingham, Brighton Museum & Art Gallery, Brighton, Gallery Oriel und Chapter, Cardiff, Großbritannien
- 1996: Inclusion Exclusion, Im Reininghaus, Graz, Österreich
- 1997: Die anderen Modernen. Zeitgenössische Kunst aus Afrika, Asien und Lateinamerika, Haus der Kulturen der Welt, Berlin

## Auszeichnungen
- 1979: Kunstpreis der Stadt Nordhorn
- 1981: Bernhard-Sprengel-Preis für Bildende Kunst
- 1983: Villa Massimo Preis

## Dauerinstallationen in öffentlichen Räumen
- 1995: Installation Europa, Gedenkstätte Konzentrationslager Buchenwald, (54 Tafeln jeweils 80 × 80 cm)
- 2002: Installation Sinti und Roma, Erinnerungsstätte für Sinti im Braunschweiger Rathaus (24 Tafeln jeweils 80 × 80 cm)[2]